# سید اصغر محمودی
سید اصغر محمودی کلور (۵ مرداد ۱۳۵۷ تهران) نقاش معاصر اهل ایران است.

## زندگی‌نامه
سیداصغر محمودی کلور در پنجم مرداد ماه ۱۳۵۷ در تهران به دنیا آمد. او در سال هزار و سیصد و هفتاد و شش نقاشی را به‌طور حرفه‌ای شروع کرد و همچنین در سال هفتاد و هشت افتخار شاگردی "استاد مرتضی کاتوزیان" را کسب نمود و تحت نظارت ایشان در " آتلیه کارا " شروع به کار کرد. او در چندین نمایشگاه از جمله نمایشگاه گروهی آتلیه کارا در " کاخ موزه سعد آباد " تهران در سال هزار و سیصد و هشتاد و دو، نمایشگاه اختصاصی گالری " شیرین و فرهاد " تهران در سال هشتاد و شش و همچنین نمایشگاه گروهی " آتلیه پرداز " در " موزه رضا عباسی " تهران در سال نود ویک شرکت نمود. تعدادی از کارهای نقاشی ایشان در کتاب " منتخبی از آثار نقاشان معاصر ایران " در سال هزار و سیصد و هشتاد و چهار و کتاب "ARTE Y LIBERTAD VIII" در اسپانیا در سال نود و دو و کتاب "ARTE Y LIBERTAD IX" در اسپانیا در سال نود و سه و همچنین کتاب "ARTE Y LIBERTAD X" در اسپانیا سال نود و چهار و کتاب " ۱۱۰ اثر برگزیده نقاشی " در سال نود و چهار منتشر شده‌است. وی " آموزشگاه آزاد هنرهای تجسمی آسمان " را در سال هزار و سیصد و هشتاد وسه تأسیس و از آن پس تدریس طراحی و نقاشی را در آن آغاز نموده‌است.

## نمایشگاه‌ها
- نمایشگاه گروهی آتلیه کارا در " کاخ موزه سعد آباد " تهران در سال هزار و سیصد و هشتاد و دو
- نمایشگاه اختصاصی گالری " شیرین و فرهاد " تهران در سال هشتاد و شش
- نمایشگاه گروهی " آتلیه پرداز " در " موزه رضا عباسی " تهران

## کتاب‌ها
- کتاب " منتخبی از آثار نقاشان معاصر ایران " در سال هزار و سیصد و هشتاد و چهار [نیازمند منبع]
- کتاب "ARTE Y LIBERTAD VIII" در اسپانیا در سال نود و دو
- کتاب "ARTE Y LIBERTAD IX" در اسپانیا سال نود و سه
- کتاب "ARTE Y LIBERTAD X" در اسپانیا سال نود و چهار[۳]
- کتاب " ۱۱۰ اثر برگزیده نقاشی " در سال نود و چهار[۴]